# Canal du Loing
Canal du Loing er en 49.4 km
skibskanal i den franske region Île de France . Sammen med kanalerne
- Canal de Briare
- Canal latéral à la Loire og
- Canal du Centre,

danner den en kanalkæde, som giver skibe en passage fra Seine til Saône og videre til Rhône.
Kanalen der blev bygget fra 1720 til 1723, og har et fald på 37 meter, der reguleres med oprindelig 20, nu 19 sluser.
- Wikimedia Commons har flere filer relateret til Canal du Loing

48°01′41″N 2°43′21″Ø / 48.02816°N 2.72255°Ø